# Lafitte-Vigordane
Lafitte-Vigordane är en kommun i departementet Haute-Garonne i regionen Occitanien i södra Frankrike. Kommunen ligger i kantonen Le Fousseret som tillhör arrondissementet Muret. År 2022 hade Lafitte-Vigordane 1 156 invånare.

## Befolkningsutveckling
Antalet invånare i kommunen Lafitte-Vigordane
Referens:INSEE